# Lydipta humeralis
Lydipta humeralis là một loài bọ cánh cứng trong họ Cerambycidae.